# *NSYNC/Auszeichnungen für Musikverkäufe
Dies ist eine Übersicht über die Auszeichnungen für Musikverkäufe der US-amerikanischen Boygroup *NSYNC. Die Auszeichnungen finden sich nach ihrer Art (Gold, Platin usw.), nach Staaten getrennt in chronologischer Reihenfolge, geordnet sowie nach den Tonträgern selbst, ebenfalls in chronologischer Reihenfolge, getrennt nach Medium (Alben, Singles usw.), wieder.

## Auszeichnungen
| - Portugal - 2001: für das Album No Strings Attached - Vereinigtes Königreich - 2018: für die Single Tearin’ Up My Heart - 2020: für die Single I Want You Back - 2020: für die Single It’s Gonna Be Me - 2022: für das Album The Essential *NSYNC - 2023: für das Album *NSYNC - Australien - 1999: für die Single I Want You Back - 2001: für das Album Celebrity - 2001: für die Single Pop - 2002: für die Single Girlfriend - Brasilien - 2001: für das Album Celebrity - 2001: für das Album No Strings Attached - Dänemark - 2000: für die Single This I Promise You - 2001: für die Single Pop - Deutschland - 1997: für das Album *NSYNC - 1997: für die Single I Want You Back - 2000: für das Album No Strings Attached - 2000: für die Single Bye Bye Bye - Griechenland - 2024: für die Single Bye Bye Bye - Italien - 2024: für die Single Bye Bye Bye - Japan - 2000: für das Album No Strings Attached - 2003: für das Album Celebrity - Kanada - 2023: für die Single I Want You Back - 2024: für die Single Better Place - Mexiko - 2000: für das Album No Strings Attached - Neuseeland - 2000: für die Single It’s Gonna Be Me - 2002: für die Single Girlfriend - Niederlande - 2000: für die Single Bye Bye Bye - 2000: für das Album No Strings Attached - Österreich - 1997: für das Album *NSYNC - Polen - 1997: für das Album *NSYNC - Portugal - 2024: für die Single Bye Bye Bye - Schweden - 2000: für die Single It’s Gonna Be Me - Schweiz - 1997: für das Album *NSYNC - Spanien - 2000: für das Album No Strings Attached - 2024: für die Single Bye Bye Bye - Vereinigte Staaten - 1998: für die Single I Want You Back - 1999: für die Single Music of My Heart - Vereinigtes Königreich - 2000: für das Album No Strings Attached - 2002: für das Album Celebrity - 2021: für die Single Girlfriend - 2022: für das Album Greatest Hits | - Argentinien - 2001: für das Album No Strings Attached - Australien - 2000: für das Album No Strings Attached - 2000: für die Single It’s Gonna Be Me - Dänemark - 2022: für das Album No Strings Attached - Kanada - 2023: für die Single It’s Gonna Be Me - 2023: für die Single Merry Christmas, Happy Holidays - 2023: für die Single Tearin’ Up My Heart - 2023: für die Single This I Promise You - Neuseeland - 2000: für das Album No Strings Attached - Schweden - 2000: für die Single Bye Bye Bye - Vereinigte Staaten - 2001: für das Videoalbum Making the Tour - 2002: für das Videoalbum PopOdyssey Live - 2025: für die Single This I Promise You - Kanada - 2023: für das Album Home for Christmas - Neuseeland - 2024: für die Single Bye Bye Bye - Südafrika - 2002: für das Album Celebrity - Vereinigte Staaten - 1999: für das Album Home for Christmas - Vereinigtes Königreich - 2025: für die Single Bye Bye Bye | - Kanada - 2023: für die Single Bye Bye Bye - Vereinigte Staaten - 2025: für die Single It’s Gonna Be Me - Kanada - 1999: für das Album *NSYNC - Vereinigte Staaten - 2001: für das Videoalbum Live from Madison Square Garden - Kanada - 2023: für das Album Celebrity - Vereinigte Staaten - 2001: für das Album Celebrity - 2025: für die Single Bye Bye Bye - Vereinigte Staaten - 2000: für das Videoalbum ’N the Mix - Australien - 2024: für die Single Bye Bye Bye - Vereinigte Staaten - 2025: für das Album No Strings Attached - Kanada - 2023: für das Album No Strings Attached - Vereinigte Staaten - 2000: für das Album *NSYNC |

## Auszeichnungen nach Alben

### *NSYNC
| Land/Region                  | Auszeichnungen für Musikverkäufe (Land/Region, Auszeichnung, Verkäufe) | Verkäufe   |
| ---------------------------- | ---------------------------------------------------------------------- | ---------- |
| Deutschland (BVMI)           | Gold                                                                   | 250.000    |
| Kanada (MC)                  | 4× Platin                                                              | 400.000    |
| Malaysia (RIM)               | —                                                                      | 50.000     |
| Österreich (IFPI)            | Gold                                                                   | 25.000     |
| Polen (ZPAV)                 | Gold                                                                   | 50.000     |
| Schweiz (IFPI)               | Gold                                                                   | 25.000     |
| Vereinigte Staaten (RIAA)    | Diamant                                                                | 10.000.000 |
| Vereinigtes Königreich (BPI) | Silber                                                                 | 60.000     |
| Insgesamt                    | 1× Silber · 4× Gold · 4× Platin · 1× Diamant ·                         | 10.860.000 |

### Home for Christmas
| Land/Region               | Auszeichnungen für Musikverkäufe (Land/Region, Auszeichnung, Verkäufe) | Verkäufe  |
| ------------------------- | ---------------------------------------------------------------------- | --------- |
| Kanada (MC)               | 2× Platin                                                              | 200.000   |
| Vereinigte Staaten (RIAA) | 2× Platin                                                              | 2.000.000 |
| Insgesamt                 | 4× Platin ·                                                            | 2.200.000 |

### No Strings Attached
| Land/Region                  | Auszeichnungen für Musikverkäufe (Land/Region, Auszeichnung, Verkäufe) | Verkäufe   |
| ---------------------------- | ---------------------------------------------------------------------- | ---------- |
| Argentinien (CAPIF)          | Platin                                                                 | 60.000     |
| Australien (ARIA)            | Platin                                                                 | 70.000     |
| Brasilien (PMB)              | Gold                                                                   | 100.000    |
| Dänemark (IFPI)              | Platin                                                                 | 20.000     |
| Deutschland (BVMI)           | Gold                                                                   | 150.000    |
| Japan (RIAJ)                 | Gold                                                                   | 100.000    |
| Kanada (MC)                  | Diamant                                                                | 1.000.000  |
| Mexiko (AMPROFON)            | Gold                                                                   | 75.000     |
| Neuseeland (RMNZ)            | Platin                                                                 | 15.000     |
| Niederlande (NVPI)           | Gold                                                                   | 40.000     |
| Portugal (AFP)               | Silber                                                                 | 10.000     |
| Spanien (Promusicae)         | Gold                                                                   | 50.000     |
| Vereinigte Staaten (RIAA)    | 12× Platin                                                             | 12.000.000 |
| Vereinigtes Königreich (BPI) | Gold                                                                   | 206.000    |
| Insgesamt                    | 1× Silber · 7× Gold · 6× Platin · 2× Diamant ·                         | 13.896.000 |

### Celebrity
| Land/Region                  | Auszeichnungen für Musikverkäufe (Land/Region, Auszeichnung, Verkäufe) | Verkäufe  |
| ---------------------------- | ---------------------------------------------------------------------- | --------- |
| Australien (ARIA)            | Gold                                                                   | 35.000    |
| Brasilien (PMB)              | Gold                                                                   | 50.000    |
| Japan (RIAJ)                 | Gold                                                                   | 100.000   |
| Kanada (MC)                  | 5× Platin                                                              | 500.000   |
| Südafrika (RISA)             | 2× Platin                                                              | 100.000   |
| Vereinigte Staaten (RIAA)    | 5× Platin                                                              | 5.000.000 |
| Vereinigtes Königreich (BPI) | Gold                                                                   | 100.000   |
| Insgesamt                    | 4× Gold · 12× Platin ·                                                 | 5.885.000 |

### Greatest Hits
| Land/Region                  | Auszeichnungen für Musikverkäufe (Land/Region, Auszeichnung, Verkäufe) | Verkäufe |
| ---------------------------- | ---------------------------------------------------------------------- | -------- |
| Vereinigtes Königreich (BPI) | Gold                                                                   | 100.000  |
| Insgesamt                    | 1× Gold ·                                                              | 100.000  |

### The Essential *NSYNC
| Land/Region                  | Auszeichnungen für Musikverkäufe (Land/Region, Auszeichnung, Verkäufe) | Verkäufe |
| ---------------------------- | ---------------------------------------------------------------------- | -------- |
| Vereinigtes Königreich (BPI) | Silber                                                                 | 60.000   |
| Insgesamt                    | 1× Silber ·                                                            | 60.000   |

## Auszeichnungen nach Singles

### I Want You Back
| Land/Region                  | Auszeichnungen für Musikverkäufe (Land/Region, Auszeichnung, Verkäufe) | Verkäufe  |
| ---------------------------- | ---------------------------------------------------------------------- | --------- |
| Australien (ARIA)            | Gold                                                                   | 35.000    |
| Deutschland (BVMI)           | Gold                                                                   | 250.000   |
| Kanada (MC)                  | Gold                                                                   | 40.000    |
| Vereinigte Staaten (RIAA)    | Gold                                                                   | 600.000   |
| Vereinigtes Königreich (BPI) | Silber                                                                 | 200.000   |
| Insgesamt                    | 1× Silber · 4× Gold ·                                                  | 1.125.000 |

### Tearin’ Up My Heart
| Land/Region                  | Auszeichnungen für Musikverkäufe (Land/Region, Auszeichnung, Verkäufe) | Verkäufe |
| ---------------------------- | ---------------------------------------------------------------------- | -------- |
| Kanada (MC)                  | Platin                                                                 | 80.000   |
| Vereinigtes Königreich (BPI) | Silber                                                                 | 200.000  |
| Insgesamt                    | 1× Silber · 1× Platin ·                                                | 280.000  |

### Merry Christmas, Happy Holidays
| Land/Region | Auszeichnungen für Musikverkäufe (Land/Region, Auszeichnung, Verkäufe) | Verkäufe |
| ----------- | ---------------------------------------------------------------------- | -------- |
| Kanada (MC) | Platin                                                                 | 80.000   |
| Insgesamt   | 1× Platin ·                                                            | 80.000   |

### Music of My Heart
| Land/Region               | Auszeichnungen für Musikverkäufe (Land/Region, Auszeichnung, Verkäufe) | Verkäufe |
| ------------------------- | ---------------------------------------------------------------------- | -------- |
| Vereinigte Staaten (RIAA) | Gold                                                                   | 500.000  |
| Insgesamt                 | 1× Gold ·                                                              | 500.000  |

### Bye Bye Bye
| Land/Region                  | Auszeichnungen für Musikverkäufe (Land/Region, Auszeichnung, Verkäufe) | Verkäufe  |
| ---------------------------- | ---------------------------------------------------------------------- | --------- |
| Australien (ARIA)            | 7× Platin                                                              | 490.000   |
| Deutschland (BVMI)           | Gold                                                                   | 250.000   |
| Griechenland (IFPI)          | Gold                                                                   | 10.000    |
| Italien (FIMI)               | Gold                                                                   | 50.000    |
| Kanada (MC)                  | 3× Platin                                                              | 240.000   |
| Neuseeland (RMNZ)            | 2× Platin                                                              | 60.000    |
| Niederlande (NVPI)           | Gold                                                                   | 40.000    |
| Portugal (AFP)               | Gold                                                                   | 5.000     |
| Schweden (IFPI)              | Platin                                                                 | 30.000    |
| Spanien (Promusicae)         | Gold                                                                   | 30.000    |
| Vereinigte Staaten (RIAA)    | 5× Platin                                                              | 5.000.000 |
| Vereinigtes Königreich (BPI) | 2× Platin                                                              | 1.200.000 |
| Insgesamt                    | 6× Gold · 20× Platin ·                                                 | 7.405.000 |

### It’s Gonna Be Me
| Land/Region                  | Auszeichnungen für Musikverkäufe (Land/Region, Auszeichnung, Verkäufe) | Verkäufe  |
| ---------------------------- | ---------------------------------------------------------------------- | --------- |
| Australien (ARIA)            | Platin                                                                 | 70.000    |
| Kanada (MC)                  | Platin                                                                 | 80.000    |
| Neuseeland (RMNZ)            | Gold                                                                   | 5.000     |
| Schweden (IFPI)              | Gold                                                                   | 15.000    |
| Vereinigte Staaten (RIAA)    | 3× Platin                                                              | 3.000.000 |
| Vereinigtes Königreich (BPI) | Silber                                                                 | 200.000   |
| Insgesamt                    | 1× Silber · 2× Gold · 5× Platin ·                                      | 3.370.000 |

### This I Promise You
| Land/Region               | Auszeichnungen für Musikverkäufe (Land/Region, Auszeichnung, Verkäufe) | Verkäufe  |
| ------------------------- | ---------------------------------------------------------------------- | --------- |
| Dänemark (IFPI)           | Gold                                                                   | 5.000     |
| Kanada (MC)               | Platin                                                                 | 80.000    |
| Vereinigte Staaten (RIAA) | Platin                                                                 | 1.000.000 |
| Insgesamt                 | 1× Gold · 2× Platin ·                                                  | 1.085.000 |

### Pop
| Land/Region       | Auszeichnungen für Musikverkäufe (Land/Region, Auszeichnung, Verkäufe) | Verkäufe |
| ----------------- | ---------------------------------------------------------------------- | -------- |
| Australien (ARIA) | Gold                                                                   | 35.000   |
| Dänemark (IFPI)   | Gold                                                                   | 10.000   |
| Insgesamt         | 2× Gold ·                                                              | 45.000   |

### Girlfriend
| Land/Region                  | Auszeichnungen für Musikverkäufe (Land/Region, Auszeichnung, Verkäufe) | Verkäufe |
| ---------------------------- | ---------------------------------------------------------------------- | -------- |
| Australien (ARIA)            | Gold                                                                   | 35.000   |
| Neuseeland (RMNZ)            | Gold                                                                   | 5.000    |
| Vereinigtes Königreich (BPI) | Gold                                                                   | 400.000  |
| Insgesamt                    | 3× Gold ·                                                              | 440.000  |

### Better Place
| Land/Region | Auszeichnungen für Musikverkäufe (Land/Region, Auszeichnung, Verkäufe) | Verkäufe |
| ----------- | ---------------------------------------------------------------------- | -------- |
| Kanada (MC) | Gold                                                                   | 40.000   |
| Insgesamt   | 1× Gold ·                                                              | 40.000   |

## Auszeichnungen nach Videoalben

### ’N the Mix
| Land/Region               | Auszeichnungen für Musikverkäufe (Land/Region, Auszeichnung, Verkäufe) | Verkäufe |
| ------------------------- | ---------------------------------------------------------------------- | -------- |
| Vereinigte Staaten (RIAA) | 6× Platin                                                              | 600.000  |
| Insgesamt                 | 6× Platin ·                                                            | 600.000  |

### Live from Madison Square Garden
| Land/Region               | Auszeichnungen für Musikverkäufe (Land/Region, Auszeichnung, Verkäufe) | Verkäufe |
| ------------------------- | ---------------------------------------------------------------------- | -------- |
| Vereinigte Staaten (RIAA) | 4× Platin                                                              | 400.000  |
| Insgesamt                 | 4× Platin ·                                                            | 400.000  |

### Making the Tour
| Land/Region               | Auszeichnungen für Musikverkäufe (Land/Region, Auszeichnung, Verkäufe) | Verkäufe |
| ------------------------- | ---------------------------------------------------------------------- | -------- |
| Vereinigte Staaten (RIAA) | Platin                                                                 | 100.000  |
| Insgesamt                 | 1× Platin ·                                                            | 100.000  |

### PopOdyssey Live
| Land/Region               | Auszeichnungen für Musikverkäufe (Land/Region, Auszeichnung, Verkäufe) | Verkäufe |
| ------------------------- | ---------------------------------------------------------------------- | -------- |
| Vereinigte Staaten (RIAA) | Platin                                                                 | 100.000  |
| Insgesamt                 | 1× Platin ·                                                            | 100.000  |

## Statistik und Quellen
| Land/RegionAuszeichnungen für Musikverkäufe (Land/Region, Auszeichnungen, Verkäufe, Quellen) | Silber     | Gold       | Platin       | Diamant     | Verkäufe   | Quellen                   |
| -------------------------------------------------------------------------------------------- | ---------- | ---------- | ------------ | ----------- | ---------- | ------------------------- |
| Argentinien (CAPIF)                                                                          | —          | —          | Platin1      | —           | 60.000     | Einzelnachweise           |
| Australien (ARIA)                                                                            | —          | 4× Gold4   | 9× Platin9   | —           | 770.000    | aria.com.au               |
| Brasilien (PMB)                                                                              | —          | 2× Gold2   | —            | —           | 150.000    | pro-musicabr.org.br       |
| Dänemark (IFPI)                                                                              | —          | 2× Gold2   | Platin1      | —           | 30.000     | ifpi.dk                   |
| Deutschland (BVMI)                                                                           | —          | 4× Gold4   | —            | —           | 900.000    | musikindustrie.de         |
| Griechenland (IFPI)                                                                          | —          | Gold1      | —            | —           | 10.000     | Einzelnachweise           |
| Italien (FIMI)                                                                               | —          | Gold1      | —            | —           | 50.000     | fimi.it                   |
| Japan (RIAJ)                                                                                 | —          | 2× Gold2   | —            | —           | 200.000    | riaj.or.jp                |
| Kanada (MC)                                                                                  | —          | 2× Gold2   | 18× Platin18 | Diamant1    | 2.740.000  | musiccanada.com           |
| Malaysia (RIM)                                                                               | —          | —          | —            | —           | 50.000     | Einzelnachweise           |
| Mexiko (AMPROFON)                                                                            | —          | Gold1      | —            | —           | 75.000     | amprofon.com.mx           |
| Neuseeland (RMNZ)                                                                            | —          | 2× Gold2   | 3× Platin3   | —           | 85.000     | aotearoamusiccharts.co.nz |
| Niederlande (NVPI)                                                                           | —          | 2× Gold2   | —            | —           | 80.000     | nvpi.nl                   |
| Österreich (IFPI)                                                                            | —          | Gold1      | —            | —           | 25.000     | ifpi.at                   |
| Polen (ZPAV)                                                                                 | —          | Gold1      | —            | —           | 50.000     | olis.pl                   |
| Portugal (AFP)                                                                               | Silber1    | Gold1      | —            | —           | 15.000     | Einzelnachweise           |
| Schweden (IFPI)                                                                              | —          | Gold1      | Platin1      | —           | 45.000     | sverigetopplistan.se      |
| Schweiz (IFPI)                                                                               | —          | Gold1      | —            | —           | 25.000     | hitparade.ch              |
| Spanien (Promusicae)                                                                         | —          | 2× Gold2   | —            | —           | 80.000     | elportaldemusica.es       |
| Südafrika (RISA)                                                                             | —          | —          | 2× Platin2   | —           | 100.000    | mi2n.com                  |
| Vereinigte Staaten (RIAA)                                                                    | —          | 2× Gold2   | 30× Platin30 | 2× Diamant2 | 40.200.000 | riaa.com                  |
| Vereinigtes Königreich (BPI)                                                                 | 5× Silber5 | 4× Gold4   | 2× Platin2   | —           | 2.726.000  | bpi.co.uk                 |
| Insgesamt                                                                                    | 6× Silber6 | 36× Gold36 | 67× Platin67 | 3× Diamant3 |            |                           |